# Сергієнко Іван Васильович (партизан)
Іван Васильович Сергієнко (24 лютого 1918, Підгайне — 25 січня 1943, Київ) — один із керівників підпільної і диверсійної діяльності в Україні під орудою НКВС СРСР у роки Другої світової війни. Секретар Київського підпільного обкому КП(б)У. Герой Радянського Союзу.
Народився 24 лютого 1918 року в селі Підгайне Іванківського району на Київщині.

## Освіта
В 1934 році закінчив неповну середню школу і почав трудову діяльність в колгоспі, одночасно навчався в Малинському лісовому технікумі.

## Робота
З 1935 року працював учителем, а згодом в Розважівському райкомі комсомолу. В 1938 году був призваний до лав Червоної армії. В 1939—1940 роках брав участь в радянсько-фінській війні.
З 1940 завідував початковою школою в Підгайному. З 22 серпня 1941 року, після зайняття німецькими військами Розважівського району, очолив сталінських диверсантів — так званий «підпільний райком КПУ». З весни 1942 року після ряду арештів та розстрілів диверсантів у Розважівському районі, продовжив діяльність у Кагарлицькому району Київської області.
В кінці травня 1942 року І. В. Сергієнко розгорнув роботу запасного Київського підпільного обкому КПУ.
З серпня 1942 року очолив роботу нового Київського підпільного обкому КПУ.
В ніч з 17 на 18 січня 1943 заарештований гестапо. 25 січня 1943 страчений.

## Відзнаки
Указом Президії Верховної Ради СРСР від 8 травня 1965 року за особливі заслуги, мужність і героїзм, секретарю Київського підпільного обкому КП(б)У Івану Васильовичу Сергієнко посмертно присвоєно звання Героя Радянського Союзу.
Нагороджений орденом Леніна.
Ім'ям Сергієнко названо дитячу бібліотеку в Києві та школу в його рідному селі, а також протягом 1965—2022 років було названо вулицю в Києві.